# Murrumbidgee Council
Koordinaten: 35° 1′ S, 145° 49′ O

Das Murrumbidgee Council ist ein lokales Verwaltungsgebiet (LGA) im australischen Bundesstaat New South Wales. Das Gebiet ist 6881 km² groß und hat etwa 3300 Einwohner.
Murrumbidgee Council liegt im Süden des Staats nahe der Grenze zu Victoria etwa 250 km westlich der australischen Hauptstadt Canberra und 370 km nördlich von Melbourne. Das Gebiet umfasst 17 Ortsteile und Ortschaften: Argoon, Bundure, Coleambally, Darlington Point, Gala Vale, Jerilderie, Mairjimmy, Nyora und Teile von Berrigan, Carrathool, Coree, Finley, Four Corners, Logie Brae, Mabins Well, Oaklands und Steam Plains. Der Verwaltungssitz des Councils befindet sich in der Ortschaft Jerilderie im Süden der LGA, wo etwa 750 Einwohner leben.
Das Murrumbidgee Council entstand am 12. Mai 2016 durch den Zusammenschluss des Murrumbidgee Shire mit dem Jerilderie Shire.

## Verwaltung
Der Murrumbidgee Council hat neun Mitglieder, die von den Bewohnern von drei Wards gewählt werden (je drei aus den Wards Jerilderie, Murrumbidgee und Murrumbidgee East). Diese drei Bezirke sind unabhängig von den Ortschaften festgelegt. Aus dem Kreis der Councillor rekrutiert sich auch der Mayor (Bürgermeister) des Councils.